# 신고촌 (후쿠시마현 가와누마군)
신고촌(新郷村)은 후쿠시마현 가와누마군에 있던 촌이다. 현재의 기타카타시에 해당한다.

## 역사
- 1889년 4월 1일 - 정촌제 시행에 의해 6촌의 구역을 가지고 성립하였다.
- 1955년 3월 31일 - 다카테라촌, 센사키촌 및 야마군 야마사토촌과 합병해, 다카사토촌이 성립하여, 동일 신고촌이 폐지되었다.

## 교통

### 철도노선
촌역에 철도 노선은 존재하지 않았지만 아가강 건너 야마군 야마사토촌에 일본국유철도 반에쓰사이선 오기노역이 소재했다.

## 참고문헌
- 角川日本地名大辞典 7 福島県